# Радиотелецентр РТРС в Карачаево-Черкесской Республике
Карачаево-Черкесский радиотелевизионный передающий центр (филиал РТРС «РТПЦ Карачаево-Черкесской Республики») — подразделение Российской телевизионной и радиовещательной сети (РТРС), основной оператор цифрового и аналогового эфирного теле- и радиовещания в Карачаево-Черкесской Республике.

## История
Развитие телерадиовещания в Карачаево-Черкесии началось в 1961 году, с появлением первых любительских ретрансляторов. В 1965 году для радиорелейной линии (РРЛ) Пятигорск — Ставрополь в Черкесске была построена мачта высотой 137 м.
С 1976 по 1991 год в трудных условиях велось строительство высокогорной радиорелейной линии Черкесск — Домбай. Ее общая протяженность составила 157 км. Восемь из 12 станций были возведены на высотах от 1300 до 3200 м. В работах участвовали многие предприятия СССР, строители и связисты Карачаево-Черкесии. Более половины жителей республики получили возможность принимать две теле- и две радиопрограммы. Для обслуживания РРЛ в составе Ставропольского краевого телецентра был создан цех Черкесск — Домбай.
В 1994 году на базе этого цеха в Черкесске возник Республиканский радиотелевизионный передающий центр.
В 1997 году в Черкесске были установлены передатчик мощностью 1 кВт для трансляции телеканала «ТВ Центр» и передатчик 100 Вт для трансляции «Рен ТВ».
В 1998 году РТПЦ Карачаево-Черкесской республики был преобразован в филиал ВГТРК «Радиотелевизионный передающий центр Карачаево-Черкесской республики». Началась активная работа по переводу аналоговых РРЛ на цифровые технологии, что позволило предоставлять цифровые каналы операторам связи.
В 2001 году филиал ВГТРК «РТПЦ Карачаево-Черкесской республики» был реорганизован в филиал РТРС «РТПЦ Карачаево-Черкесской республики».
В 2005 году была построена трёхпролётная цифровая РРЛ Кумыш — Архыз с пассивной станцией на высоте 3200 м. Благодаря этой линии перспективный горно-туристический район имеет все виды услуг связи.

## Деятельность в наши дни
По итогам реализации федеральной целевой программы «Развитие телерадиовещания в Российской Федерации на 2009—2018 годы» филиал РТРС в Карачаево-Черкесии создал цифровую эфирную сеть из 45 передающих станций.
В 2014 году директор филиала Жанна Ткаченко победила в корпоративном конкурсе РТРС в номинации «Директор года».
23 апреля 2015 года сеть цифрового вещания была торжественна введена в эксплуатацию. Сеть обеспечивает возможность эфирного приема первого и второго мультиплексов не менее чем 99,8 % жителей региона. Телесеть включает телебашню в Черкесске высотой 150 м. Она стала единственной башней такой высоты, возведенной в ходе ФЦП на Северном Кавказе и самым высоким сооружением республики.
2 марта 2017 года на ней была включена архитектурно-художественная подсветка. Она работает в 20 режимах, праздничных и рассчитанных на каждодневное применение. При помощи тысяч специальных ламп башня может окраситься в цвета российского триколора и флага КЧР.
24 ноября 2017 года ГТРК «Карачаево-Черкесия» и филиал РТРС в Карачаево-Черкесии начали трансляцию региональных программ ГТРК «Карачаево-Черкесия» в составе цифровых телеканалов первого мультиплекса на каналах «Россия 1» и «Радио России».
В 2018 году филиал включил все передатчики второго мультиплекса. 15 апреля 2019 года Карачаево-Черкесская Республика отключила аналоговое вещание федеральных телеканалов и полностью перешла на цифровое телевидение. Продолжает вещать в аналоговом режиме региональный телеканал «Архыз 24».

## Организация вещания
Карачаево-Черкесская Республика входит в вещательную зону «М». РТРС транслирует в регионе:
- 20 телеканалов и три радиостанции в цифровом формате;
- один телеканал и девять радиостанций в аналоговом формате[17].

Инфраструктура эфирного телерадиовещания филиала РТРС в Карачаево-Черкесской Республике включает:
- республиканский радиотелецентр;
- производственное подразделение;
- центр формирования мультиплексов;
- 45 передающих станций;
- 52 антенно-мачтовых сооружения;
- 52 приемные земные спутниковые станции;
- четыре радиорелейные станции;
- 397 км радиорелейных линий связи.